# Rhodopygia cardinalis
Die Rhodopygia cardinalis ist eine der fünf Libellenarten der Gattung Rhodopygia aus der Unterfamilie Sympetrinae. Sie tritt in den tropischen Teilen Südamerikas auf. Erstmals beschrieben wurde die Art als Libellula cardinalis im Jahr 1848 durch Erichson anhand eines Tieres aus Guayana. Bereits 1889 richtete W. F. Kirby mit der ab diesem Zeitpunkt Rhodopygia cardinalis genannten Art, als Generotyp die Gattung Rhodopygia ein.

## Bau der Imago
Rhodopygia cardinalis hat einen rötlich braunen Körper, der bei den Männchen nach unten hin gelblich wird. Der Mund und der hintere Augenrand sind gelb. Die Länge des Hinterleibes (Abdomen) variiert bei den Männchen zwischen 30 und 35 Millimetern. Die Weibchen sind etwas kleiner und erreichen 29 bis 31 Millimeter. Die Vorderschienen sind bräunlich. Die Flügel sind durchsichtig. Die Hinterflügel sind bei beiden Geschlechtern ungefähr gleich lang und erreichen 37 bis 41 Millimeter. An ihrer breitesten Stelle messen sie 12 bei den Männchen Millimeter. Am Ansatz sind sie gelblich und die Adern bräunlich. Auch die Flügelspitzen sind bräunlich. Das rötlich braune Pterostigma ist bei den Männchen mit 3.4 bis 3,7 Millimetern etwas kürzer als bei den Weibchen, wo es 3.6 bis 4,0 Millimeter misst.